# Trojanerna (opera)

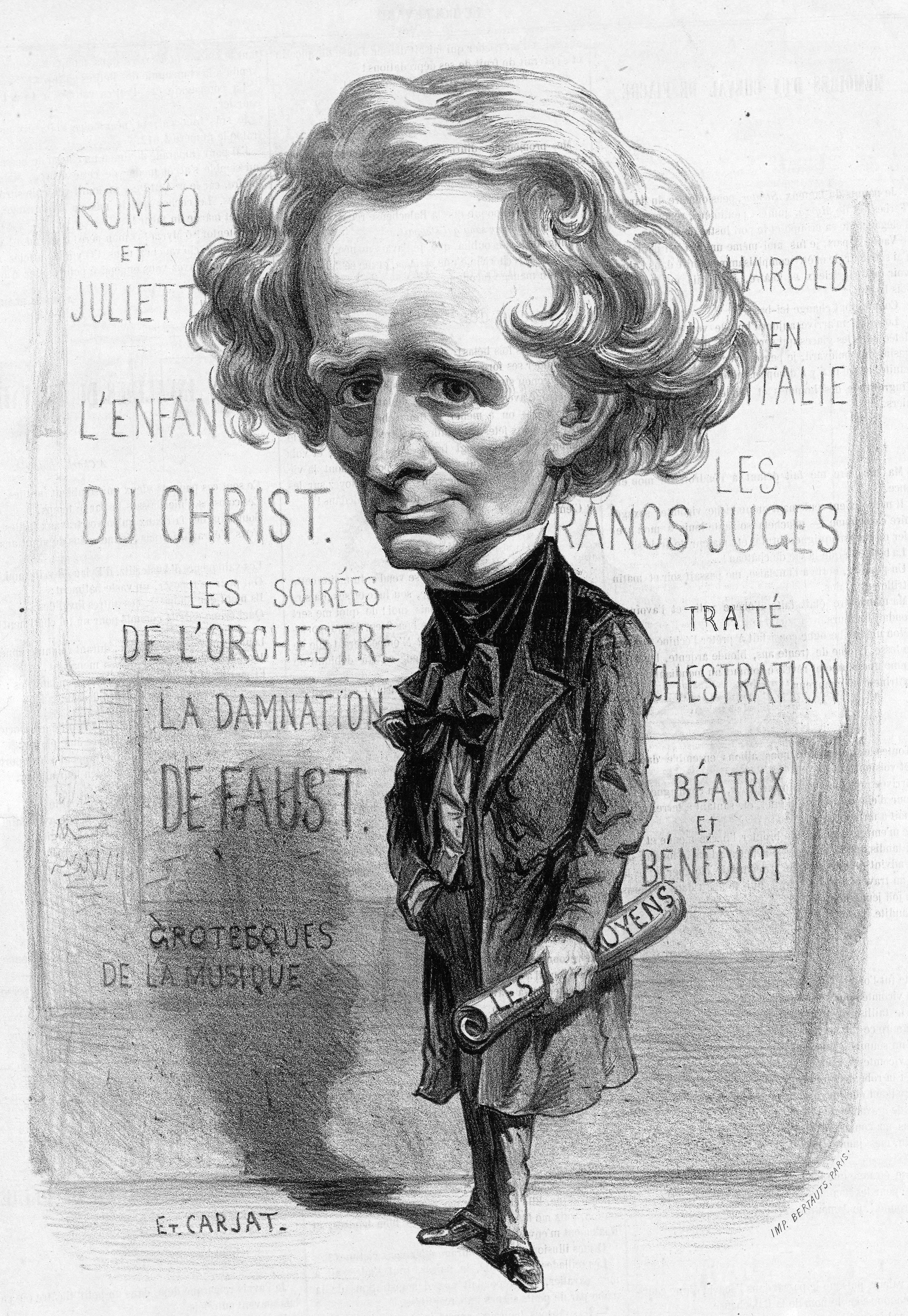
Berlioz med partituret till Trojanerna i handen.

Trojanerna (franska: Les Troyens) är en opera (tragédie lyrique) i två delar (fem akter) med musik av Hector Berlioz. Libretto av tonsättaren efter Vergilius.

## Bakgrund
Alla Berlioz verk hade självbiografiska drag. Vare sig det handlar om bildkonstnären Cellini, den grubblande Faust, eller den förälskade ynglingen Romeo, personifierar de här gestalterna alltid samtidigt det ideal som tonsättaren själv förespråkade. I Trojanerna bestäms handlingsförloppet av Aeneas (Enées) gudomliga kallelse att grunda ett nytt rike. Den här tanken hörde till romantikens tankegång, där man hoppades bygga något nytt på ruinerna efter en svunnen värld. Här förverkligas den tanken genom hjältens försakelse. Varken den egna lyckan eller andras väl kan få en man (eller en konstnär) med en kallelse att vika från sitt mål. Men när tonsättaren ska exemplifiera den här tesen leder det till en motsägelse, eftersom han inte grundade sin estetik på en strävan efter ny musik, utan grep tillbaka på en redan hundraårig tradition. Den här traditionen härrörde från Glucks operor som under 1700-talet gav den franska musiken nya impulser. Om Glucks reform en gång medfört en återgång till de klassiska idealen, skulle Berlioz nu upprepa den här vändningen, men under nya historiska förhållanden.

## Historia

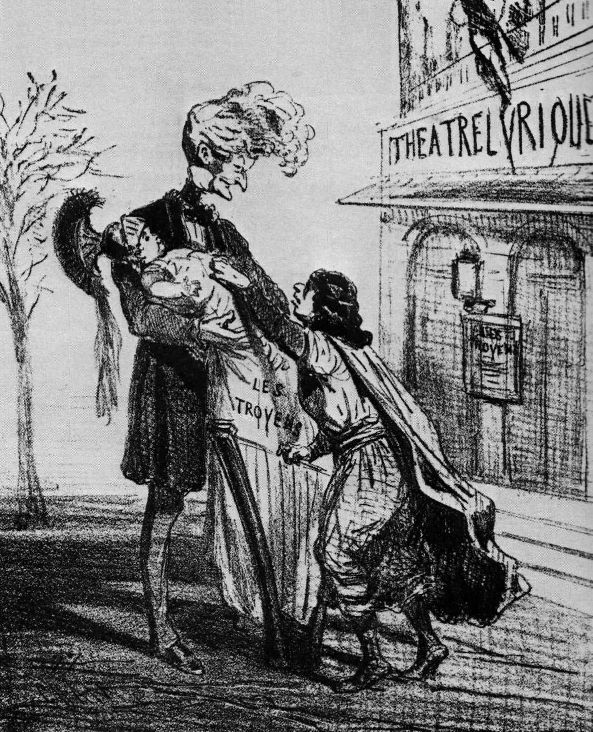
Karikatyr av Berlioz från 1863: "Tannhäuser ber att få se sin lillebror"

Berlioz hade redan som barn läst Vergilius epos Aeneiden som gjort ett outplånligt intryck på honom. Omkring 1850 började han umgås med planer på en stor opera byggd på några av sångerna. Planerna förverkligades 1856 då han helt och hållet koncentrerade sig på Trojanerna och han lyckades fullborda det kolossala verket på två år. 
Han lade eposets första fyra delar till grund för sin opera och framställde Trojas undergång (som hos Vergilius återberättas av Aeneas) direkt på scenen. Därmed uppstod en struktur som lätt kan delas upp i två delar. De båda första akterna utspelas i det krigshärjade Troja, medan de tre sista äger rum i Didos blomstrande Kartago. Men Berlioz såg ändå operan som en sammanhängande enhet (som han dock aldrig fick uppleva i dess helhet). När operan var färdigkomponerad började striden för att få den uppförd, men ingen operaledning vågade ta på sig en så krävande uppgift. 
Berlioz förhållande till ledningen för Grand Opéra i Paris var spänt men efter Tannhäusers fiasko 1861 fattade han hopp om att Trojanerna ändå skulle komma upp på denna scen. Operan refuserades definitivt 1863 och då accepterade han ett tidigare anbud från Théâtre Lyrique, som dock endast var beredd att uppföra andra delen, Les troyens à Carthage. Berlioz fick aldrig själv se La prise de Troie eftersom den första föreställningen ägde rum 21 år efter hans död. Det var inte bara den kolossala skalan som avskräckte Berlioz samtida, utan man tog dessutom anstöt av verkets karaktär, där Berlioz på intet sätt ville foga sig i den franska operans konventioner. Här åsyftades ett grandiost forntida panoptikon, vars klassiska grundton hade föga gemensamt med den sedvanliga ytliga underhållningen.

### Premiär
Operans del 2, Les troyens à Carthage, hade först urpremiär på Théâtre Lyrique i Paris den 4 november 1863 och blev ett fiasko. Parispubliken hade inte längre något intresse för antikens historier.  Del 1, La prise de Troie, hade urpremiär i Karlsruhe den 6 december 1890 åtföljd av del 2 dagen därpå. Det dröjde dock ända till den 6 juni 1957 för en något förkortad helaftonsversion på engelska att ha premiär i London. Originalversionen uppfördes på Covent Garden i London den 17 september 1969.
Den svenska premiären av en något förkortad version ägde rum på Stockholmsoperan den 27 mars 1958.

## Om operan

### Ett nytt operaideal
I Trojanerna bestäms händelseförloppet av Aeneas gudomliga kallelse att grunda ett nytt rike. Den här tanken hörde till romantikens credo, där man hoppades bygga något nytt på ruinerna efter en svunnen värld. Här förverkligas den tanken genom hjältens försakelse. Det är detta som skapar handlingens enhetlighet. Varken den egna lyckan eller andras väl kan få en man (eller en konstnär) med en kallelse att vika från sitt mål. Men när tonsättaren skall exemplifiera den här tesen leder det till en motsägelse, eftersom han inte grundade sin estetik på en strävan efter ny musik, utan grep tillbaka på en redan hundraårig tradition. Denna tradition härrörde från Glucks operor, som under 1770-talet gav den dåtida franska musiken nya impulser. Om Glucks reform en gång hade medfört en återgång till de klassiska idealen, skulle Berlioz nu upprepa den här vändningen, men under nya historiska förhållanden.
Det är både märkligt och karakteristiskt att Berlioz 1861 i en artikel sammanfattade teserna för de nya musikdramatiska idealen efter att ha bevistat konserter av och med Wagner i Paris. I likhet med alla andra operareformatorer förklarade han krig mot konventionerna, mot sångarnas herravälde och mot den välljudande musiken: Drama istället för opera! Prototypen från hans verkstad låg redan färdig och väntade på sitt uruppförande: Trojanerna.

### Traditionens fullbordare
Vad gäller Trojanerna ger Berlioz helt avkall på koloraturpartier och eftergifter åt sångarna. Sångpartierna är korta och ofta mindre karakteristiska. Viktigare än varje slags uppseendeväckande effekt i dramatiskt eller lyriskt hänseende, var för Berlioz att skapa en allmän stämning där orkestern deltog på lika villkor. Detta leder till att hela operan kännetecknas av en episk långrandighet, som framträder i såväl tonsättarens böjelse för långsamma temp som i hans förkärlek för att foga samman flera nummer till en tablå. Gränserna mellan recitativ och arior är suddiga. Man skall dock inte vara rädd för att få långtråkigt. Det handlar enbart om ett etablerande av andra måttstockar än de som gällde för 1800-talets operakonst. Det ligger nära till hands att jämföra Berlioz opera med Wagners verk. Men man kan likväl se den som en motpol till Wagner, eftersom tonsättaren här inte vill förnya tonspråket utan helhjärtat går in för att fullborda en tradition.

### Musikaliska höjdpunkter
Första delen av Trojanerna domineras av den profetiska rollgestalten Kassandra. Hennes scener, i synnerhet den långa duetten med hennes trolovade, Korebus, kännetecknas av dyster beslutsamhet, som sedan når en höjdpunkt i andra aktens furiosoartade final när hon anordnar massjälvmordet. Kassandras insikt om sanningen kontrasterar mot illusionen hos trojanerna, som äntligen känner sig fria efter den långa belägringen. Förutom i den resoluta och energiska inledningen bryter den optimismen fram i den så kallade "Trojanernas marsch" (första aktens final). I den här monumentalscenen ställer Berlioz, alltid mycket känslig för musikens verkan i rummet, på själva scenen upp tre grupper av saxhorn (ett nytt instrument), som han låter upprepa marschmotivet från olika avstånd. (Se Notexempel 1)

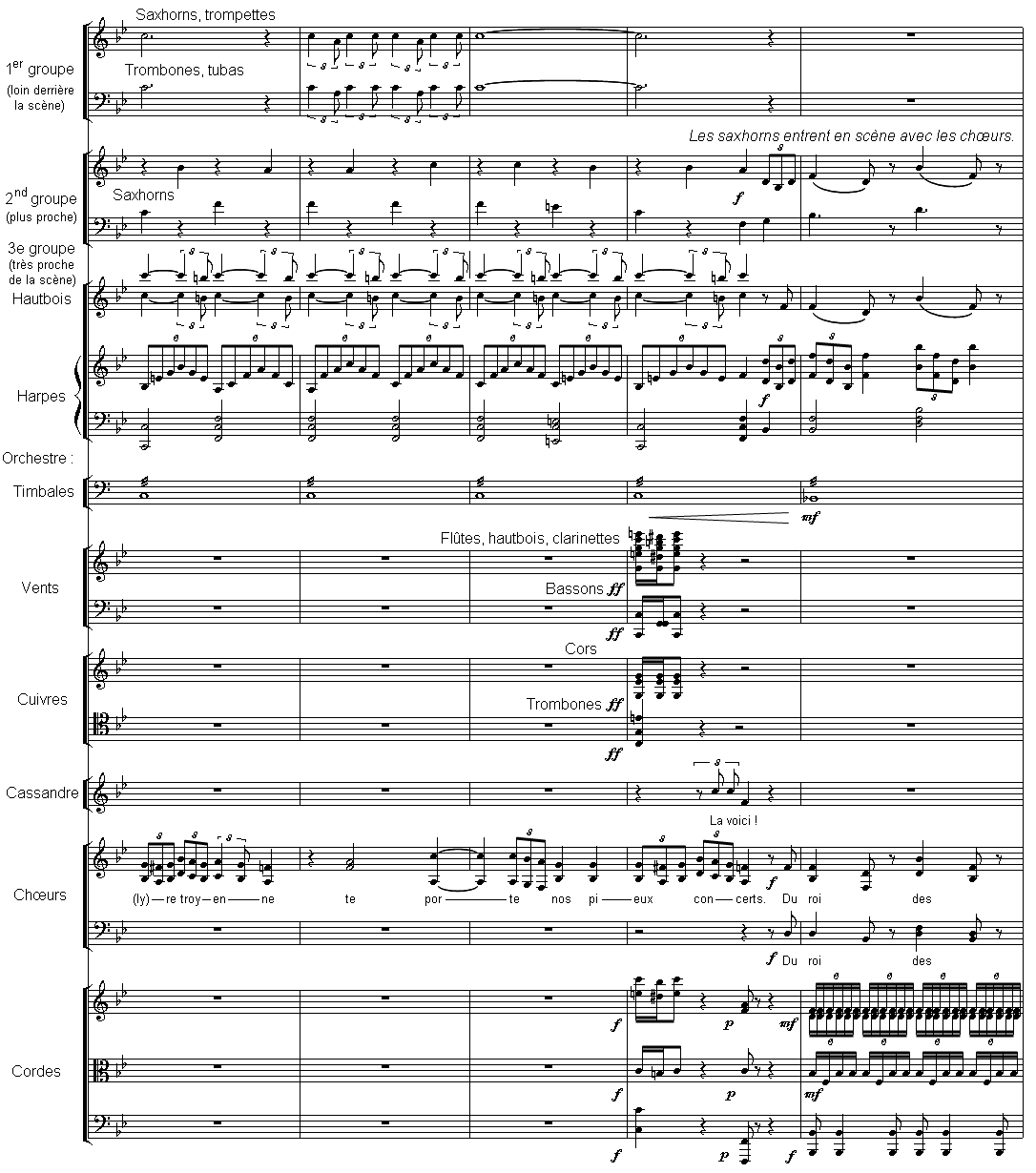
Notexempel 1: Trojanernas marsch med saxhornen

Efter marschen - som scenens vändpunkt och som en enorm omsvängning - dyker Hektors skugga upp och uppenbarar för Aeneas dennes öde. I den här dramatiskt sett särskilt fint utarbetade scenen skapar stopptoner från fyra horn en makalöst mystisk atmosfär.
Efter de döende trojanernas jämmerrop klingar kartagernas lyckliga röster. Landets glädjande utveckling åskådliggörs genom en frammarsch av arkitekter, matroser och arbetare, musikaliskt inbäddade i en nationalsång. Den här melodin utstrålar en upphöjd rofylldhet och står därmed i skarp kontrast mot den eggande trojanska marschen.
Endast drottning Dido är olycklig. Arbetet för det allmännas bästa ger henne inte tillräckligt stor tillfredsställelse. Hon längtar efter kärlek (Didos och Annas duett). När de fördrivna trojanerna anländer klingar deras "musikaliska vapensköld", men marschen går i moll, vilket gör att drottningens längtansfyllda och melankoliska sinnesstämning genast blir påtagligt närvarande. Trojanerna hälsas som vapenbröder av kartagerna, vilket ge finalen en hänryckande militärisk ton.
Berlioz framträder även som symfonisk tonsättare (akt IV, scen 1). Mellanspelet, "Kunglig jakt och storm", är en instrumental inlaga, som ackompanjerar en minutiöst föreskriven pantomimscen. När Dido och Aeneas för första gången närmar sig varandra, sker detta i en naturidyll, där körens hummande (en uppenbarelse av mytologiska gestalter) berikar orkesterns musikaliska palett med en säregen klangfärg. Fjärde aktens andra scen - som innehåller en längre balett - leder målmedvetet fram till slutduetten. Denna föregås av två större ensemblepartier, som psykologiskt motiverar Didos växande kärlek till den trojanske hjälten. 
Femte akten för med sig uppvaknandet till verkligheten och det tragiska slutet. Aeneas har förlikat sig med sitt öde. Den övergivna Dido tar farväl av lyckan och av livet, men inte i en summarisk aria som hos Henry Purcell (Dido och Aeneas) utan hon fjärmar sig från världen i en kedja av olika själstillstånd. I operans sista två scener bryter Berlioz slutgiltigt med de formella begränsningarna. Musiken väller fram som en forts, som endast tidvis hejdas av till exempel sorgeceremonins stränga kör. Operans vackraste örhänge är en aria där Dido tar farväl av sin stad, sitt hemland och sitt liv. Orden som tvingas fram som brottsstycken, översätts till musik och blir till en psykologisk beskrivning, och här blir Berlioz geni verkligen värdigt den franskklassicistiska traditionen.

## Personer

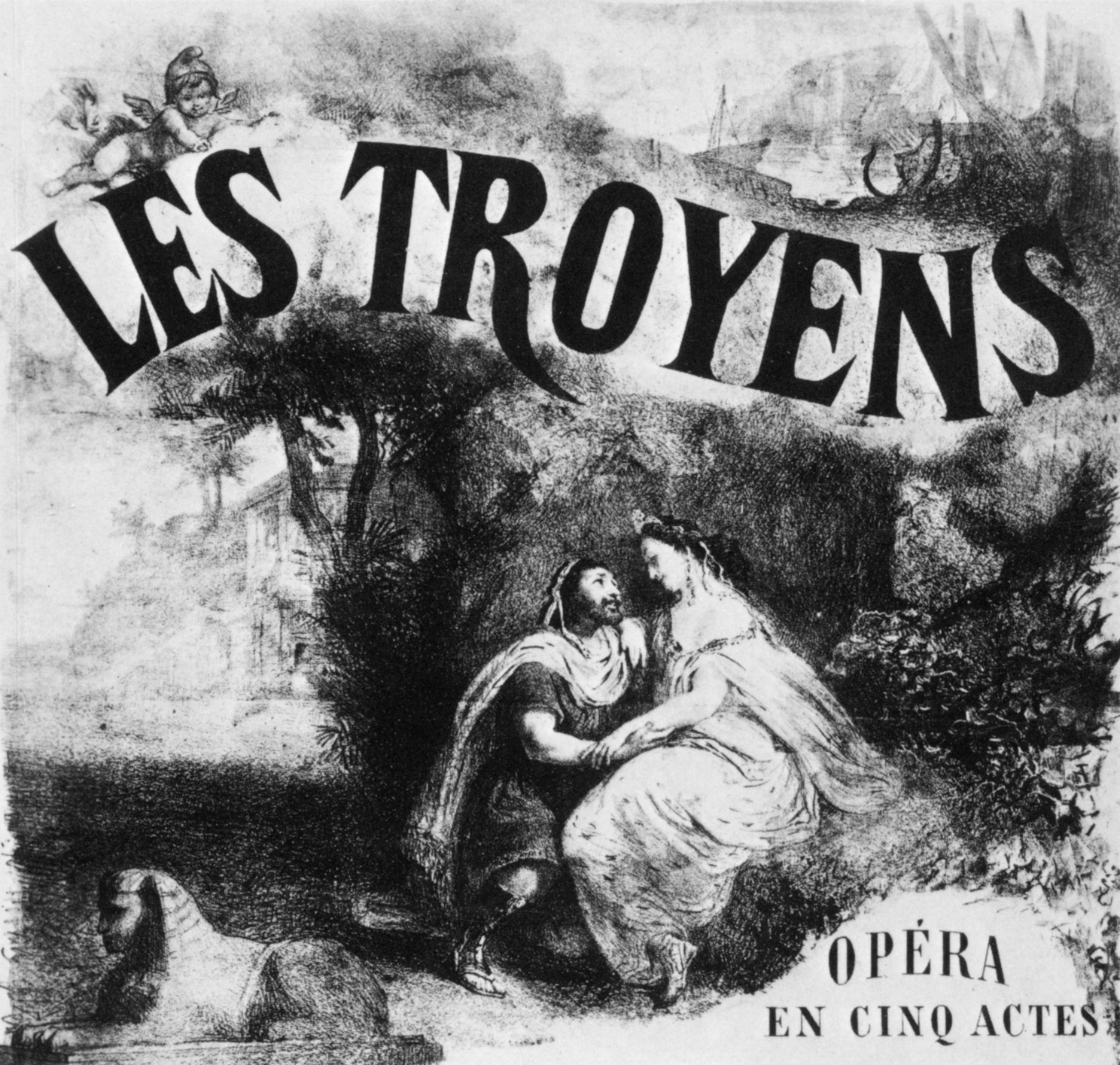
Affisch till urpremiären 1863.

- Aeneas (Énée), son till Venus och Anchises (tenor)
- Kassandra (Cassandre), trojansk sierska och Priamos dotter (sopran)
- Korebus (Chorèbe), asiatisk prins och Kassandras trolovade (baryton)
- Priamos (Priam), kung av Troja (basstämma)
- Skuggan av Hektor (Hector), trojansk hjälte och Priamos son (basstämma)
- Hecuba (Hécube), hans drottning (mezzosopran)
- Helenos (Helenus), trojansk prins och son till Priamos (tenor)
- Dido (Didon), drottning av Kartago (mezzosopran)
- Anna, hennes syster (alt)
- Polyxena (Polyxène), Kassandras syster (sopran)
- Narbal, Didos minister (basstämma)
- Ascanius (Ascagne), Aeneas' son (mezzosopran)
- Andromache (Andromaque), Hektors änka (stum roll)
- Astyanax, Hektors son (stum roll)
- Panthous (Panthée), trojansk präst och Aeneas vän (basstämma)
- Iopas, skald vid Didos hov (tenor)
- Hyllus (Hylas), en matros (tenor)
- Guden Mercurius (Mercure) (basstämma)
- Plutons präst (basstämma)

## Handling
Operans del 1 utspelar sig under det trojanska kriget och del 2 i och i närheten av Karthago efter kriget.
Akt I
Grekerna har gett upp belägringen av Troja efter tio år men efterlämnat en stor trähäst. Alla jublar, men kung Priamos synska dotter Kassandra har drömt att gatorna flöt av blod, och Aeneas berättar att översteprästen Laokoon dödades av ormar då han försökte förstöra hästen, som han trodde var en grekisk list. Aeneas tror att hästen är tillägnad Pallas Athena och föreslår att den skall dras in i Troja, trots att Kassandra anar att den kommer att framkalla en katastrof. Hästen förs in i Troja, under stormande jubel fastän alla hör vapenskrammel inifrån den.
Akt II
Hektors ande visar sig för den sovande Aeneas och berättar för honom om Trojas fall. Samtidigt uppmanar han honom att tillsammans med sin son Ascanius bege sig till Italien och där grunda ett nytt rike. Pantheus kommer med de trojanska skatterna till Aeneas och berättar att grekiska soldater strömmat ut ur hästens inre och satt eld på Troja. Aeneas skyndar till sin stads försvar.
Trojas kvinnor samlas i Vestatemplet där Kassandra uppmanar dem att begå självmord hellre än att sluta som grekernas slavinnor. Då grekerna kräver att få veta var Trojas skatter är gömda stöter Kassandra dolken i sitt bröst, och många följer hennes exempel.
Akt III

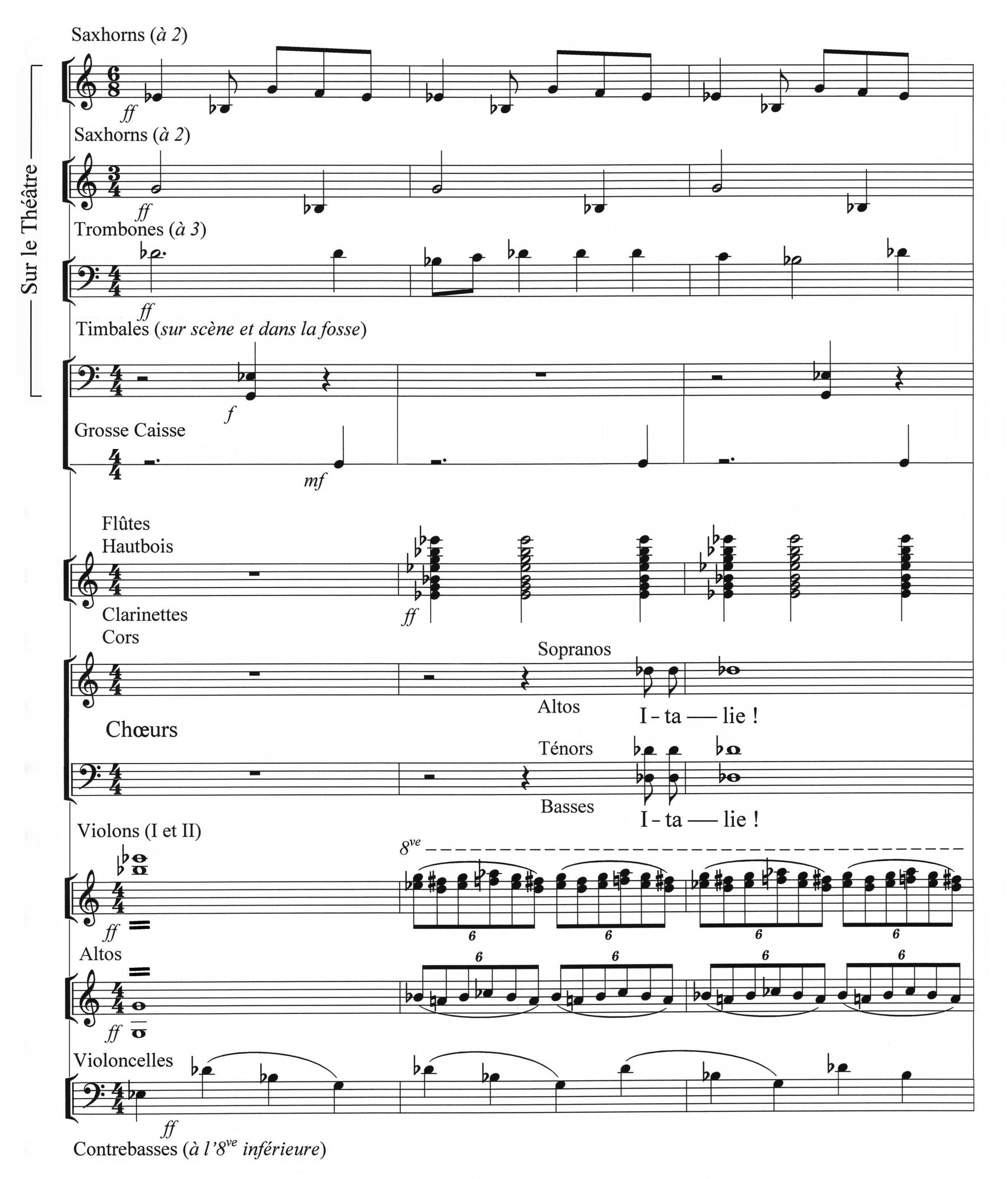
Notexempel 2: Kunglig jakt och storm

I Kartago hyllas drottning Dido av sitt folk, sol lovar att beskydda henne mot Iarbas, vars frieri hon har avvisat. Då Dido är ensam med systern Anna föreslår denna att hon skall gifta om sig, men Dido vill vara trogen mot sin döda man. Iopas anmäler att en främmande flotta har ankrat i Kartagos hamn. Det är de överlevande från Troja som anförda av Aeneas son hälsar drottning Dido. Iarbas rapporterar att Kartago har angripits av numidierna, varvid Aeneas ger sig tillkänna och erbjuder sig att försvara Kartago.
Under det berömda mellanspelet Kunglig jakt och storm (se Notexempel 2) söker Aeneas och Dido, klädd som Diana, skydd i en grotta där deras kärlek vaknar. Fjärran röster påminner Aeneas om hans löfte att bege sig till Italien.
Akt IV
Ministern Narbal fruktar att Didos kärlek till Aeneas skall dra olycka över Kartago, men Anna gläds åt systerns lycka. På en fest för den segerrike gästen ber Dido Aeneas skildra Andromakes öde, och han berättar att hon glömde allt om sin döde man Hektor och gifte sig med den man som tagit henne till fånga. Dido känner att hennes ståndaktighet börjar vackla. När de har blivit ensamma bekänner de sin kärlek för varandra, men på avstånd blir en staty av Merkurius levande och påminner än en gång Aeneas om att han bör bege sig till Italien.
Akt V
Den trojanska flottan väntar på att segla vidare, frånsett ett par soldater som finner sig väl till rätta i Kartago. Aeneas slits mellan kärleken till Dido och plikten. När de döda trojanska hjältarnas andar visar sig för honom beslutar han att ge order om avfärd, men Dido bönfaller honom att stanna. Han är just på väg att ge efter då han för höra trojanernas marsch långt borta och sliter sig loss. Anna försvarar Aeneas beslut, men i sin förtvivlan och sårade stolthet befaller Dido att hennes flotta ska förfölja den trolöse Aeneas och tillintetgöra hans skepp.
Dido ger order om att ett bål ska resas och på det ska allt brännas som har med Aeneas att göra. När det brinner bestiger hon det själv och kastar sig på Aeneas svärd medan hennes folk svär hämnd. I en syn ser hon den eviga staden.

## Inspelningar (urval)
- Les Troyens. Troyanos, Norman, Domingo, Monk, Plishka. New York Metropolitan Opera Choir, Orchestra and Ballet. James Levine, dirigent. DG DVD 073 4310. 2 dvd. 1983.
- Les Troyens. Heppner, DeYoung, Lang, Mingardo, Mattei, Milling. London Symphony choir. London Symphony Ortchestra. Colin Davis, dirigent. LSO Live 0010CD. 4 cd.[2]